# PartyNextDoor
Jahron Anthony Brathwaite (Mississauga, 3 juli 1993), beter bekend onder zijn artiestennaam PartyNextDoor (gestileerd als PARTYNEXTDOOR), is een Canadese zanger uit Mississauga, Ontario, wie getekend is bij het OVO Sound label van rapper Drake. Hij bracht zijn eerste ep op 1 juli 2013 uit onder dat label. PartyNextDoor zijn eerste mixtape was dus ook op 1 juli 2013.

## Biografie

### PartyNextDoor
PartyNextDoor maakte al PBR&B onder zijn echte naam, als Jahron Brathwaite (soms Jahron B.). Het contracteren van PartyNextDoor bij OVO Sound, werd 'gevierd' met de single "Make a Mill". Zijn eerste mixtape, PartyNextDoor, bracht hij op 1 juli 2013 uit in de iTunes Store en belandde op nummer zes van de Billboard Top Heatseekers lijst en op nummer 34 op de Top R&B/Hip-Hop Albums lijst.

### Nothing Was the Same
Op Drake zijn studioalbum Nothing Was the Same, verzorgde PartyNextDoor, de achtergrond stemmen voor "Own It" en "Come Thru".

### "Over Here"
"Over Here", een single met Drake, uitgebracht op 26 augustus 2013, werd gezien als zijn debuutsingle. De single kwam tot plaats 47 van de Hot R&B/Hip-Hop Airplay lijst. Hierna ging hij met Drake, Miguel en Future mee op de concerttournee Would You Like a Tour?.

### PARTYNEXTDOOR 2enCOLOURS
Op 29 juli 2014 bracht PartyNextDoor zijn tweede project, PartyNextDoor Two, uit. Gevolg door de ep, Colours, ter gelegenheid van zijn PND LIVE World Tour.

## Discografie

### Ep's
- PartyNextDoor (2013)
- Colours (2014)
- Colours (2017)
- PartyNextDoor (2017)

### Mixtapes
- Saturday Nights (2014)

### Studioalbums
- PartyNextDoor Two (2014)
- PartyNextDoor 3 (2016)

### Singles
- Over Here (met Drake) (2013)
- Recognize (met Drake) (2014)
- Sex on the Beach (2014)
- Come and See Me (met Drake) (2016)
- Like Dat (met Jeremih & Lil Wayne) (2016)
- Not Nice (2016)

## Concerten
- PND LIVE (2014)
- PND LIVE World Tour (2014)

- International Standard Name Identifier: 0000 0004 4012 4761
- Library of Congress Control Number: no2014146361
- MusicBrainz: f23ef341-33bd-47c1-b83c-846a78581f05
- Virtual International Authority File: 311477571
- WorldCat: E39PBJvXdwk6PvW4kqyphqFR8C